# George Smith (scheikundige)
George Pearson Smith (Norwalk (Connecticut), 10 maart 1941) is een Amerikaans biochemicus. Hij is emeritus-hoogleraar aan de Universiteit van Missouri. Smith kreeg in 2018 Nobelprijs voor Scheikunde gedeeld met Frances Arnold en Gregory Winter.

## Biografie
De Amerikaan Smith studeerde biologie aan het Haverford College, waarna hij voor een jaar high-schooldocent en lab-technicus was. Hij promoveerde in 1970 onder Edgar Haber aan de Harvard-universiteit in de bacteriologie en immunologie. Vervolgens was hij post-doc aan de University of Wisconsin-Madison (met toekomstig Nobellaureaat Oliver Smithies) voordat hij in 1975 aan de slag ging op de faculteit Division of Biological Sciences van de Universiteit van Missouri in Columbia. Aanvankelijk als universitair docetn, later benoemd tot hoofddocent en gewoon hoogleraar. In het academische jaar 1983/1984 spendeerde hij een jaar op de Duke University met Robert Webster waar hij begon met het onderzoek dat uiteindelijk zou leiden tot de Nobelprijs.
Smith is vooral bekend van zijn werk op het gebied van de faagdisplay, een techniek waarbij een specifieke eiwitvolgorde kunstmatig wordt ingebracht in het manteleitwit-DNA van een bacteriofaag (bacterievirus), waardoor het eiwit aan de buitenzijde van de faag tot expressie komt. Hij beschreef deze techniek voor het eerst in 1985 nadat hij peptiden, een soort kleine eiwitten, weergaf op een filamenteuze faag door de fusie van de betreffende peptide op gen III van de filamenteuze bacteriofaag. Zijn techniek van faagdisplay wordt onder andere gebruikt om antilichamen te kweken. Voor dit werk won hij in 2018, samen met Winter, de helft van de Nobelprijs; de andere helft van de Nobelprijs ging naar Frances Arnold.
- Gemeinsame Normdatei: 1168346118
- International Standard Name Identifier: 0000 0001 1891 2874
- Library of Congress Control Number: no2011060560
- Nationale Bibliotheek van Tsjechië: utb2011671117
- Nationale Bibliotheek van Israël: 987007318214505171
- Système universitaire de documentation: 156184230
- Virtual International Authority File: 169985285
- WorldCat: E39PBJbthrQQQC9cmhXfpY9VYP

1901: Van 't Hoff ·
1902: E. Fischer ·
1903: Arrhenius ·
1904: Ramsay ·
1905: Baeyer ·
1906: Moissan ·
1907: Buchner ·
1908: Rutherford ·
1909: Ostwald ·
1910: Wallach ·
1911: Curie ·
1912: Grignard, Sabatier ·
1913: Werner ·
1914: Richards ·
1915: Willstätter ·
1918: Haber ·
1920: Nernst ·
1921: Soddy ·
1922: Aston ·
1923: Pregl ·
1925: Zsigmondy ·
1926: Svedberg ·
1927: Wieland ·
1928: Windaus ·
1929: Harden, Euler-Chelpin ·
1930: H. Fischer · 
1931: Bosch, Bergius ·
1932: Langmuir ·
1934: Urey ·
1935: F. Joliot-Curie, I. Joliot-Curie ·
1936: Debye ·
1937: Haworth, Karrer ·
1938: Kuhn ·
1939: Butenandt, Ružička ·
1943: Hevesy · 
1944: Hahn ·
1945: Virtanen ·
1946: Sumner, Northrop, Stanley ·
1947: Robinson · 
1948: Tiselius · 
1949: Giauque ·
1950: Diels, Alder ·
1951: McMillan, Seaborg ·
1952: Martin, Synge ·
1953: Staudinger ·
1954: Pauling ·
1955: Vigneaud ·
1956: Hinshelwood, Semjonov ·
1957: Todd ·
1958: Sanger ·
1959: Heyrovský ·
1960: Libby ·
1961: Calvin ·
1962: Perutz, Kendrew ·
1963: Ziegler, Natta ·
1964: Hodgkin ·
1965: Woodward ·
1966: Mulliken ·
1967: Eigen, Norrish, Porter ·
1968: Onsager ·
1969: Barton, Hassel ·
1970: Leloir ·
1971: Herzberg ·
1972: Anfinsen, Moore, Stein · 
1973: E.O. Fischer, Wilkinson · 
1974: Flory ·
1975: Cornforth, Prelog ·
1976: Lipscomb ·
1977: Prigogine · 
1978: Mitchell ·
1979: Brown, Wittig ·
1980: Berg, Gilbert, Sanger ·
1981: Fukui, Hoffmann ·
1982: Klug ·
1983: Taube ·
1984: Merrifield ·
1985: Hauptman, Karle ·
1986: Herschbach, Lee, Polanyi ·
1987: Cram, Lehn, Pedersen ·
1988: Deisenhofer, Huber, Michel ·
1989: Altman, Cech ·
1990: Corey ·
1991: Ernst ·
1992: Marcus ·
1993: Mullis, Smith ·
1994: Olah ·
1995: Crutzen, Molina, Rowland ·
1996: Curl, Kroto, Smalley ·
1997: Boyer, Walker, Skou ·
1998: Kohn, Pople ·
1999: Zewail ·
2000: Heeger, MacDiarmid, Shirakawa ·
2001: Knowles, Noyori, Sharpless ·
2002: Fenn, Tanaka, Wüthrich ·
2003: Agre, MacKinnon ·
2004: Ciechanover, Hershko, Rose ·
2005: Grubbs, Schrock, Chauvin ·
2006: Kornberg ·
2007: Ertl ·
2008: Shimomura, Chalfie, Tsien ·
2009: Steitz, Yonath, Ramakrishnan ·
2010: Heck, Negishi, Suzuki ·
2011: Shechtman ·
2012: Kobilka, Lefkowitz ·
2013: Karplus, Levitt, Warshel ·
2014: Betzig, Hell, Moerner ·
2015: Lindahl, Modrich, Sancar ·
2016: Sauvage, Stoddart, Feringa ·
2017: Dubochet, Frank, Henderson · 
2018: Arnold, Winter, Smith ·   
2019: Goodenough, Whittingham, Yoshino ·
2020: Charpentier, Doudna ·
2021: List, MacMillan ·
2022: Bertozzi, Meldal, Sharpless ·
2023: Bawendi, Brus, Jekimov ·
2024: Baker, Hassabis, Jumper